# 饭田短期大学

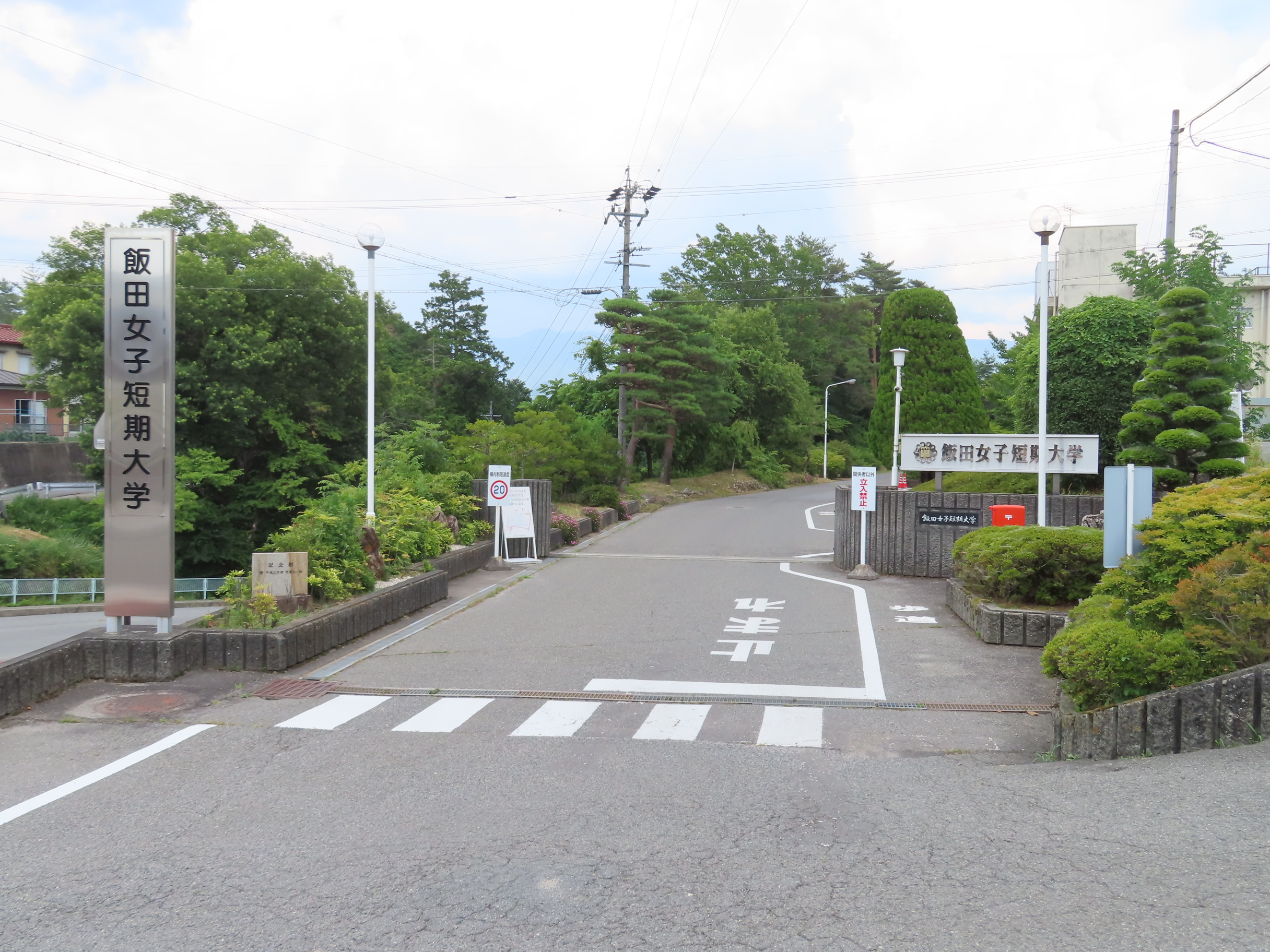
饭田女子短期大学

饭田短期大学（日语：／ Iida Joshi Tanki Daigaku *），原飯田女子短期大學，是一所位于日本长野县饭田市的私立短期大学。

## 概要

### 简介
- 短期大学成立于1967年[1]、由学校法人高松学园经营。来源于亲鸾的佛教思想[2]

### 历史
- 1967年 饭田女子短期大学成立并同时设置两个学科、以下列举[3][1]。
  - 家政科：改名为家政学科于1972年[1]
  - 保育科：改名为幼儿教育学科于1972年[1]
- 1968年 家政科分离为两个专攻、以下列举。
  - 家政专攻
  - 食物营养专攻
- 1996年 护理学科成立。
- 1999年 两个专攻成立于专科、以下列举。
  - 地区护理学专攻
  - 助产学专攻
- 2000年 生活福利专攻成立于家政学科。
- 2001年 福利专攻成立于专科。
- 2008年 保健教育专攻成立于专科。
- 2009年 幼儿教育专攻成立于专科。
- 2023年 開始招收男學生，並更名為饭田短期大学。

### 宪章
- 请参看饭田女子短期大学的标志 （页面存档备份，存于） （日語） 2014年2月11日阅览。

## 学校环境
- 校区：在长野县饭田市

## 历任校长
- 高松了秀：第一代短期大学校长[4]。
- 高松彰充：现在短期大学校长[2]

## 组织

### 学科
- 家政学科
  - 家政专攻
  - 食物营养专攻
  - 生活福利专攻
- 幼儿教育学科
- 护理学科

### 专科
| - 地区护理学专攻 - 助产学专攻 - 福利专攻 - 保健教育专攻 - 幼儿教育专攻 |

### 业余课程
| - 没有 |

### 附属机关
| - 图书馆 - 终身学习教育中心 |

## 相关链接
- 日本短期大学列表